# کاردانو ال کامپو
کاردانو ال کامپو (به ایتالیایی: Cardano al Campo) یک کومونه در ایتالیا است که در استان وارزه واقع شده‌است.

## خصوصیات
کاردانو ال کامپو ۹ کیلومترمربع مساحت و ۱۳٬۷۵۷ نفر جمعیت دارد.

## خواهرخوانده
شهرهای Stigliano و Zarautz خواهرخوانده‌های کاردانو ال کامپو هستند.